# Christophe Le Sourt
Christophe Le Sourt, né le 10 mai 1959 à Dugny (Seine-Saint-Denis) est un prêtre catholique français, secrétaire général et porte-parole de la Conférence des évêques de France depuis le 1er juillet 2025.
Ordonné prêtre pour le diocèse de la Sarthe en 1988, il est curé de plusieurs paroisses dans la ville du Mans, et en particulier, celles étudiante de Notre-Dame du Pré, de Saint-Lazare et de la cathédrale du Mans. 
En plus de ses activités pastorales en paroisse, Christophe Le Sourt occupe différentes fonctions de responsabilités au sein du diocèse du Mans : il est nommé responsable du service des vocations en 1992, puis responsable du service de l'information et la communication en 2004. En 2009, il devient vicaire épiscopal en charge de la formation et de l'annonce de la Foi. Trois ans plus tard, il est choisi comme délégué diocésain pour les relations avec le judaïsme. 
Il rejoint la Conférence épiscopale française en 2020 en tant que directeur du service national pour les relations avec le judaïsme, tout en conservant une charge pastorale au sein du diocèse du Mans. En 2025, il est nommé secrétaire général de la Conférence des évêques de France.

## Biographie

### Prêtre au diocèse du Mans
Journaliste de formation, il passe par les séminaires d'Angers puis de Nantes, et est ordonné prêtre le 26 juin 1988 pour le diocèse du Mans. En 1992, il est nommé aumônier des lycées du centre-ville du Mans et vicaire à la cathédrale Saint-Julien. À partir de l'année suivante, il est installé comme curé responsable de la paroisse étudiante de Notre-Dame du Pré et aumônier des étudiants, une mission qu'il occupe jusqu'en 2004. Dans le même temps, il est prêtre accompagnateur de la pastorale des jeunes, et ce, jusqu'en 1998.
En 2001, il est nommé curé de la paroisse Notre-Dame du Pré et de la paroisse Saint-Lazare, et doyen des paroisses de la rive droite du Mans. Trois ans plus tard, il est installé comme curé de la cathédrale du Mans et responsable du service de l'information et de la communication du diocèse,. En 2009, il est nommé vicaire épiscopal en charge de la formation et de l'annonce de la foi. A partir de 2010, il prend la tête de l'ensemble paroissial cathédrale Saint-Julien, Saint-Benoît et Notre-Dame-de-La-Couture,. 
En tant que curé de la cathédrale, il met en place des parcours Alpha au sein de la paroisse, participe à la création de la Fraternité chrétienne Sarthe-Orient, association loi 1901 « dont l'objectif est de favoriser l'entraide entre les chrétiens de la Sarthe et les chrétiens du Moyen-Orient », et initie en 2013 le jumelage des paroisses de la cathédrale et de Notre-Dame-de-La Couture avec la communauté Mar Elian en Syrie,,. Pour le vingtième anniversaire du synode du diocèse du Mans, il sollicite l'aide du philosophe Michel Serres pour la création d'un spectacle son et lumière, qui réunit 15 000 personnes au pied de la cathédrale le 11 mai 2008.
En 2012, il est nommé délégué épiscopal pour les relations avec le judaïsme du diocèse du Mans.

### A la Conférence des évêques de France

#### Directeur du service national pour les relations avec le judaïsme
En 2020, il devient directeur à mi-temps du service national pour les relations avec le judaïsme (SNRJ), succédant au père Louis-Marie Coudray qui prend la tête de l'abbaye d'Abou Gosh en Israël,. En tant que directeur du service national pour les relations avec le judaïsme, il est chargé « de fournir aux évêques une expertise sur les questions liées au judaïsme, sur les recherches théologiques et sur les actualités [de la communauté juive] ». Il anime également le réseau des délégués diocésains et assure le suivi des relations avec les institutions juives. Enfin, il travaille sur la question de la transmission de la mémoire de la Shoah. Il publie en 2023 un ouvrage intitulé Déconstruire l'antijudaïsme chrétien, dont l'objectif est de déconstruire 20 clichés théologiques sur les Juifs à partir des textes de l’Église. La même année, il participe à la marche contre l'antisémitisme qui se déroule le 12 novembre à Paris,. L'année suivante, il cosigne avec l'historien Jean-Dominique Durand une tribune dans La Croix dans laquelle il appelle à faire de la lutte contre l'antisémitisme une grande cause nationale,.

#### Secrétaire général
Le 2 avril 2025, le père Christophe Le Sourt est nommé secrétaire général de la Conférence des évêques de France. Il succède au père Hugues de Woillemont le 1er juillet 2025, ce dernier prenant la tête de l'Œuvre d'Orient. Lors d'une conférence de presse, la présidence de la Conférence épiscopale définit trois axes majeurs pour la mandature : la lutte contre les abus sexuels, le développement du dialogue interreligieux et l'accueil des catéchumènes. Avec la présidence de la Conférence épiscopale, il est particulièrement attendu sur la question de la lutte contre les violences sexuelles dans l’Église. 
En tant que secrétaire général, Christophe Le Sourt accompagne la nouvelle présidence de la Conférence des évêques de France lors de son premier déplacement à l'étranger, du 16 au 20 août 2025, en Israël. 

## Publications
- Christophe Le Sourt (dir.) (préf. Haïm Korsia et Éric de Moulins-Beaufort), Déconstruire l'antijudaïsme chrétien, Éditions du Cerf, 2023, 160 p. (présentation en ligne).